# Карел Славомил Амерлінг
Ка́рел-Славоми́л Амерлі́нг (1807—†1884) — чеський педагог.

## Життєпис
Педагогічні погляди Амерлінга сформувалися під впливом творів Яна Амоса Коменського.
1848 очолив першу чеську головну школу в Празі, перетворену згодом у заклад підготовки вчителів, з якого вийшли сотні педагогів-патріотів. Амерлінг розробив проект організації освіти в країні, зробив значний внесок у розробку методики викладання природознавства. В останній період свого життя (з 1871) Амерлінг очолював перший чеський заклад для розумово відсталих дітей, відомий далеко за межами Чехії.